# Karolina Zbičajnik
Karolina Zbičajnik (* 4. Januar 2005 in Ljubljana) ist eine slowenische Leichtathletin, die sich auf den 400-Meter-Lauf spezialisiert hat.

## Sportliche Laufbahn
Erste internationale Erfahrungen sammelte Karolina Zbičajnik im Jahr 2021, als sie bei den U20-Balkan-Hallenmeisterschaften in Sofia in 58,33 s den vierten Platz im 400-Meter-Lauf belegte und mit der slowenischen 4-mal-400-Meter-Staffel in 3:47,88 min die Goldmedaille gewann. Im Juni gewann sie bei den U20-Balkan-Meisterschaften in Istanbul in 55,27 s die Silbermedaille über 400 Meter und gewann mit der Staffel in 3:44,84 min die Bronzemedaille. Anschließend schied sie bei den U20-Europameisterschaften in Istanbul mit 55,23 s in der ersten Runde aus und verpasste mit der Staffel mit 3:41,28 min den Finaleinzug. Daraufhin wurde sie bei den U18-Balkan-Meisterschaften in Kraljevo in 55,78 s Erste im B-Lauf. Im Jahr darauf gewann sie bei den U20-Balkan-Hallenmeisterschaften in Belgrad in 56,44 s die Silbermedaille über 400 Meter und siegte mit der Staffel in 3:44,49 min. Im Juni wurde sie bei den U18-Balkan-Meisterschaften in Bar in 56,29 s Erste im B-Lauf und anschließend schied sie bei den U18-Europameisterschaften in Jerusalem mit 56,30 s im Halbfinale im Einzelbewerb aus und belegte mit der Sprintstaffel (1000 Meter) in 2:10,97 min den fünften Platz. 2023 belegte sie bei den U20-Europameisterschaften in Jerusalem in 52,99 s den vierten Platz über 400 Meter und kam mit der 4-mal-100-Meter-Staffel im Vorlauf nicht ins Ziel. Im Jahr darauf schied sie bei den U20-Weltmeisterschaften in Lima mit 53,19 s im Halbfinale über 400 Meter aus und verpasste mit der Staffel mit 45,63 s den Finaleinzug.
2025 gewann sie bei den Balkan-Hallenmeisterschaften in Belgrad in 54,45 s die Bronzemedaille über 400 Meter hinter der Kroatin Veronika Drljačić und Andrea Sawowa aus Bulgarien und siegte in 3:39,14 min in der 4-mal-400-Meter-Staffel. Im Juli schied sie bei den U23-Europameisterschaften in Bergen mit 53,58 s im Halbfinale über 400 Meter aus und verpasste mit der Staffel mit 3:35,15 min den Finaleinzug. Kurz darauf gewann sie bei den Balkan-Meisterschaften in Volos in 53,24 s die Bronzemedaille über 400 Meter hinter der Kroatin Veronika Drljačić und Andrea Miklós aus Rumänien. Zudem siegte sie mit der Staffel in 3:35,52 min.
2023 wurde Zbičajnik slowenische Meisterin im 400-Meter-Lauf. Zudem wurde sie 2023 Hallenmeisterin im 200-Meter-Lauf und 2025 über 400 Meter und in der 4-mal-400-Meter-Staffel.

## Persönliche Bestleistungen
- 200 Meter: 23,93 s (+1,7 m/s), 14. Juli 2024 in Maribor
  - 200 Meter (Halle): 24,20 s, 23. Februar 2025 in Novo Mesto
- 400 Meter: 52,92 s, 2. Juli 2025 in Novo Mesto
  - 400 Meter (Halle): 54,14 s, 22. Februar 2025 in Novo Mesto